# Marina de Van
Marina de Van (nacida el 8 de febrero de 1971) es una directora, guionista y actriz francesa. Su película Don't Look Back se presentó fuera de competencia en el Festival de Cannes 2009.

## Filmografía selecta
- See the Sea (1997) (guionista)
- 8 mujeres (2002) (guionista)
- In My Skin (2002) (guionista y directora)
- Ne te retourne pas (2009) (guionista y directora)
- Le petit poucet (2010) (coguionista)
- Dark Touch (2012)